# Flohsamen-Wegerich
Der Flohsamen-Wegerich (Plantago afra; Synonym: Plantago psyllium L.) ist eine Pflanzenart aus der Gattung der Wegeriche (Plantago) innerhalb der Familie der Wegerichgewächse (Plantaginaceae).

## Beschreibung

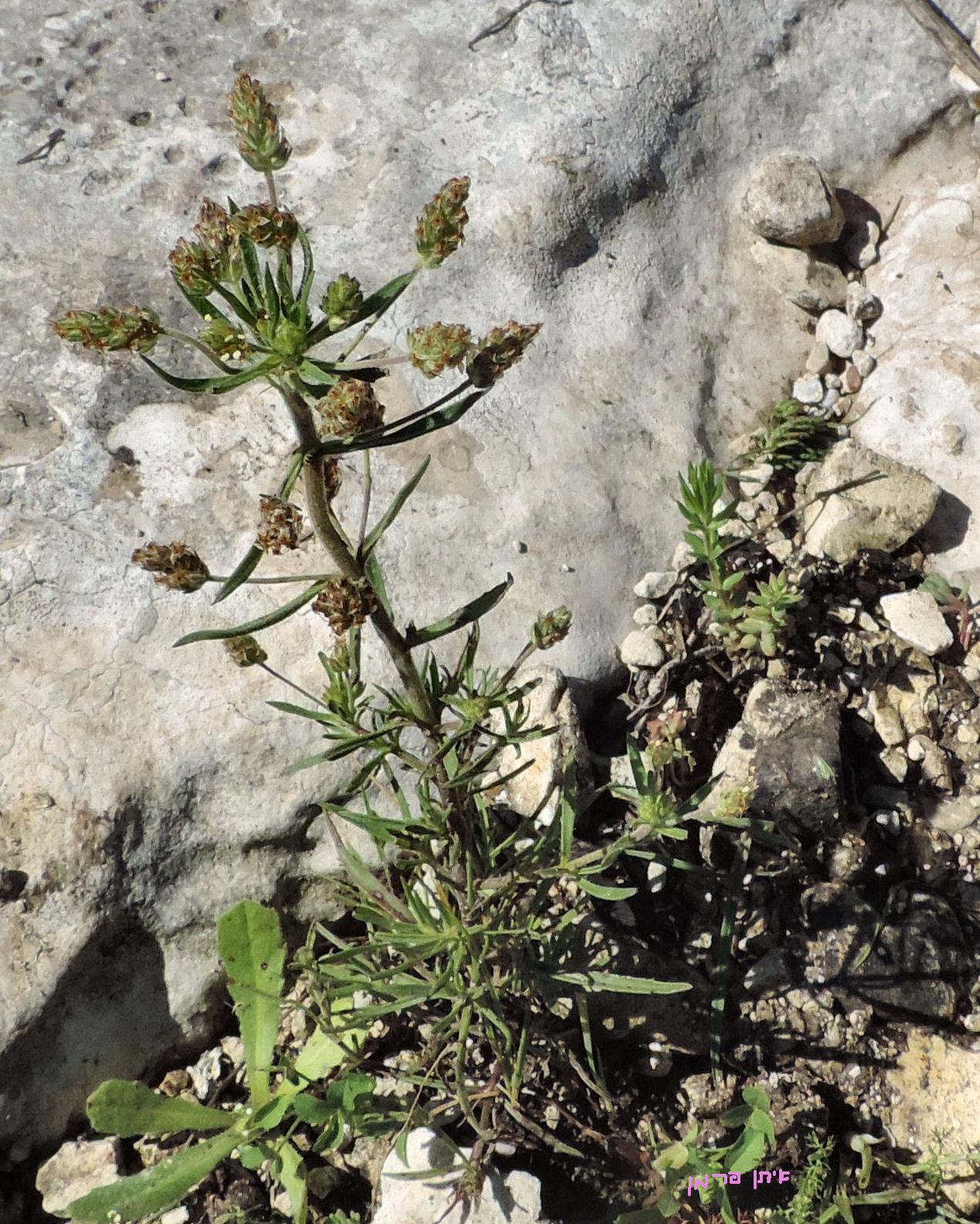
Habitus

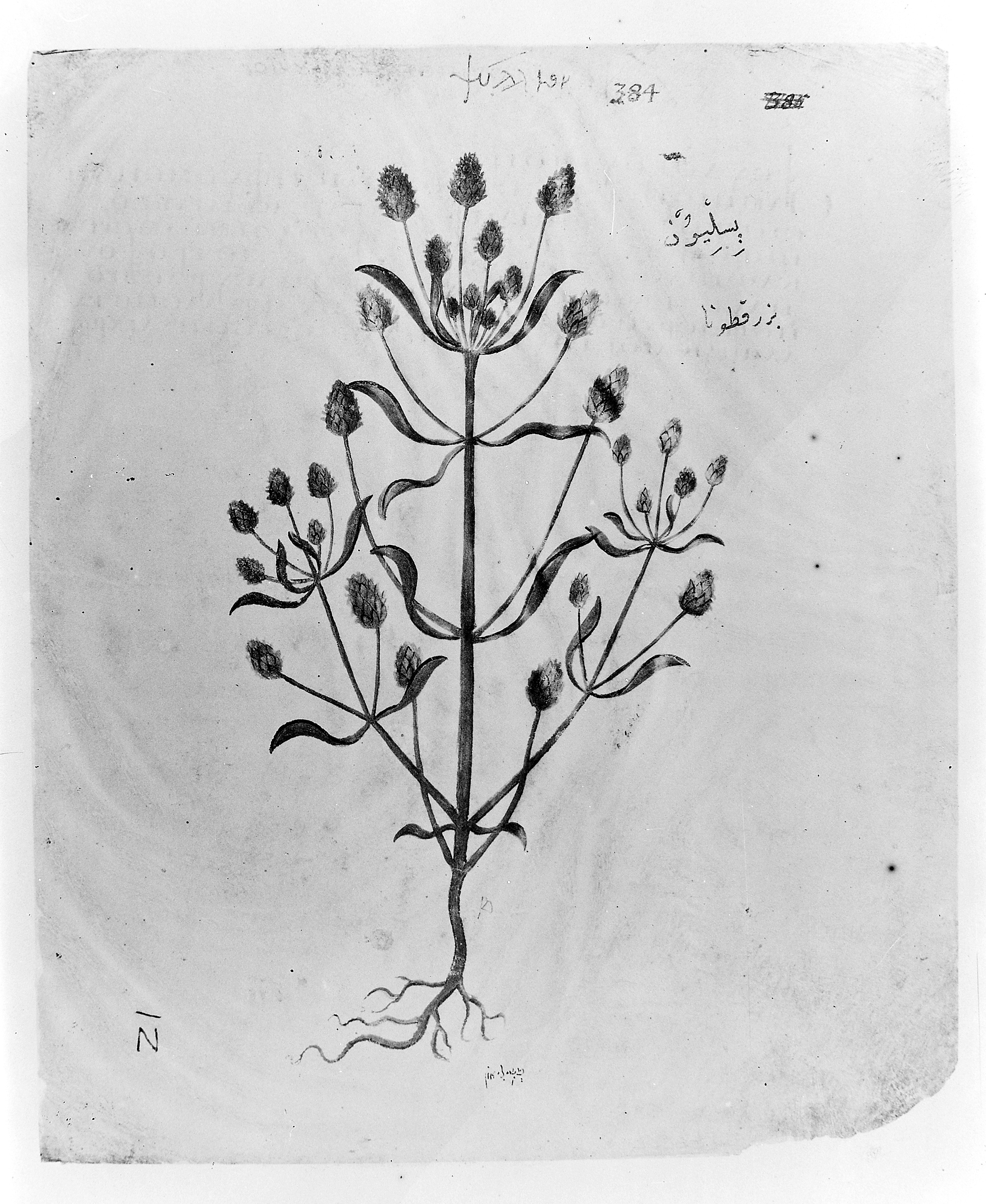
Illustration aus dem Wiener Dioskurides

### Vegetative Merkmale
Der Flohsamen-Wegerich ist eine einjährige krautige Pflanze, die Wuchshöhen von 10 bis 40 Zentimetern erreicht. Die Stängel sind mit gegenständigen Ästchen verzweigt und oberwärts meist stark drüsig-flaumig.
Die gegenständig am Stängel angeordneten Laubblätter sind sitzend. Die einfache, behaarte Blattspreite ist linealisch-lanzettlich und nur selten entfernt gezähnt.

### Generative Merkmale
Die Blütezeit reicht von März bis Juli. In den oberen Blattachseln befinden sich auf relativ langen Blütenstandsschäften eiförmige, köpfchenartige, ährige Blütenstände. Die Blüten sitzen in den Achseln von schuppenförmigen Tragblättern, die alle gleich groß, oval-lanzettlich sind, mit zugespitztem oberen Ende, unten mit breitem häutigem Rand und ohne Seitennerven.
Die Blüten besitzen wie bei allen Wegericharten einen vierteiligen Kelch und eine unscheinbare vierzipfelige Blütenkrone.
Die Samen sind 2,5 bis 5 Millimeter lang, kahnförmig und dunkelrotbraun.
Die Chromosomenzahl beträgt 2n = 12.

## Vorkommen
Vom Flohsamen-Wegerich gibt es Fundortangaben für Madeira, Selvagens, Marokko, Algerien, Tunesien, Libyen, Ägypten, die Sinai-Halbinsel, in Portugal, Spanien, die Balearen, Frankreich, Italien, Korsika, Sardinien, Sizilien, Malta, Kroatien, Albanien, Bulgarien, Griechenland (z. B. Kreta), die Türkei, das Gebiet von Israel und Jordanien und das Gebiet von Libanon und Syrien. Auf den Kanaren ist die Ursprünglichkeit zweifelhaft. Er kommt wohl auch vom Irak bis Pakistan, auf der Arabischen Halbinsel und in Afrika südlich bis Tansania vor.
Der Flohsamen-Wegerich gedeiht im Mittelmeerraum auf Äckern, an Ruderalstellen, an Wegrändern und in Garigues.

## Taxonomie
Die Erstveröffentlichung von Plantago afra erfolgte 1762 durch Carl von Linné in Species Plantarum, 2. Auflage, S. 168. Synonyme für Plantago afra L. sind Psyllium afrum (L.) Mirb., Plantago parviflora Desf., Plantago psyllium L. non L., Psyllium squalidum (Salisb.) Soják.

## Nutzung
Flohsamen von Plantago afra (früher unter anderem auch „Psillienkraut“ genannt) sind wie Indische Flohsamen und Indische Flohsamenschalen (Stammpflanze Plantago ovata) in einer Reihe von Arzneibüchern, unter anderen im Europäischen Arzneibuch, beschrieben. Sie finden insbesondere zur Regulierung der Darmtätigkeit Verwendung.
Siehe Hauptartikel: Flohsamenschalen